# التوضيح لشرح الجامع الصحيح
التوضيح لشرح الجامع الصحيح هو كتاب في شرح صحيح البخاري، ألفه العلامة ابن الملقن (723-804)، هذا الكتاب يتعلق بأصح الكتب بعد كتاب الله وهو صحيح البخاري، يعد الكتاب مكتبة علمية شاملة لشتى فروع العلم من الفقه وقواعده وأصوله والمعتقد وعلم الحديث رواية ودراية وغير ذلك.
فهو كما قال عنه مؤلفه ابن الملقن:
| التوضيح لشرح الجامع الصحيح | نخبة عمر المتقدمين والمتأخرين إلى يومنا هذا، فإني نظرت عليه جل كتب هذا الفن من كل نوع | التوضيح لشرح الجامع الصحيح |

ثم سرد هذه الكتب التي اعتمد عليها ومنها كتب في عداد المفقودات كشرح القطب الحلبي ومغلطاي وابن التين، والعديد من المصادر التي ذكرها أو عزا إليها كتاريخ نيسابور وصحيح ابن السكن والصحابة للعسكري وتفسير ابن مردوية وغيرها الكثير والتي تعتبر من المفقودات، فحفظ علينا شيئا من هذه الكتب بنقله منها والعزو إليها وهذه ميزة أخرى للكتاب، ولم يكتف بذلك بل استدرك ما حقه الاستدراك منها وزاد من القواعد والفوائد في الحديث والفقه والأصول واللغة وغيرها.
وقد ابتدأ في تأليفه 763هـ وفرغ منه 785هـ.
وكتاب صحيح البخاري هو من أكثر الكتب شرحاً، لدرجة أن أحد المعاصرين «محمد عصام الحسيني» ألف كتاباً نشر في دار اليمامة في بيروت عنوانه «إتحاف القاري بمعرفة جهود وأعمال العلماء على صحيح البخاري» وأحصى فيه 375 شرحاً وتعليقاً على صحيح البخاري.
وتأتي أهمية هذا الكتاب من موضوعه الذي هو أصح كتاب بعد كتاب الله عز وجل، وكونه موسوعة شاملة لكثير من العلوم الشرعية مرتبة على أحاديث البخاري، وهو من أكبر الشروح على صحيح البخاري، كما أن هذا الشرح يعتبر أصلاً لكثير من الشروح المعاصرة له، وقد نقل منه الحافظ ابن حجر في فتح الباري.

## مواضيع ذات صلة
- موسوعة صحيح البخاري